# آپاچی فلکس
آپاچی فلکس (به انگلیسی: Apache Flex)، پیشتر ادوبی فلکس، کیت توسعه نرم‌افزار (SDK) برای توسعهٔ برنامه‌های غنی اینترنتی بر پایهٔ سکوی ادوبی فلش است. فلکس ابتدا توسط ماکرومدیا توسعه داده می‌شد که توسط ادوبی گرفته شد، فلکس به بنیاد نرم‌افزار آپاچی اهدا شد و به‌عنوان یک پروژهٔ سطح بالا در بنیاد آپاچی در دسامبر ۲۰۱۲ ترفیع یافت.